# NGC 2616
NGC 2616 (również PGC 24129 lub UGC 4489) – galaktyka soczewkowata (S0), znajdująca się w gwiazdozbiorze Hydry. Odkrył ją Lewis A. Swift 9 marca 1886 roku.